# Bulbostylis multispiculata
Bulbostylis multispiculata är en halvgräsart som beskrevs av Henri Chermezon. Bulbostylis multispiculata ingår i släktet Bulbostylis och familjen halvgräs. Inga underarter finns listade i Catalogue of Life.